# Pagode Minh Thành
La pagode Minh Thành est située dans le quartier de Hoi Phu, sur une colline en pente douce, à environ 2 km du centre-ville de Pleiku,, dans le Tay Nguyen,, au Viêt Nam.

## Histoire
La pagode Minh Thanh a été construite en 1964 sur environ 20 000 m2 par le Bonze Supérieur Thich Giac Dao. 

## Construction
- Le centre du temple est le sanctuaire de 16 m de haut, avec un plafond en bois de Siam.
- Stūpa fait 9 étages et de 70 m de haut.
- Quatre statues du Bodhisattva Avalokitesvara aux mille bras et mille yeux, de 8 m de haut et de 3,5 m de large, sont installées dans quatre coins du sanctuaire.
- Juste devant la cour de la pagode, une statue du Bouddha Amitabha pesant 40 tonnes et d’une hauteur de 7,5 m.

## Architecture
- La pagode neuve est marquée par les influences de l’architecture japonaise, chinoise et taïwanaise.
- L’architecture de la pagode concentre les élites de l’idéologie et de la littérature du Grand Véhicule.